# Lyons (Kansas)
Pour les articles homonymes, voir Lyons.
La ville de Lyons est le siège du comté de Rice, situé dans le Kansas, aux États-Unis.